# 812 Adele
Adele è un asteroide della fascia principale. Scoperto nel 1915, presenta un'orbita caratterizzata da un semiasse maggiore pari a 2,6595772 UA e da un'eccentricità di 0,1664109, inclinata di 13,32580° rispetto all'eclittica.
Stanti i suoi parametri orbitali, è considerato un membro della famiglia Eunomia di asteroidi.
Il suo nome è in onore della sorella del filosofo tedesco Arthur Schopenhauer.